# Steve Miner
Stephen C. Miner (nascut el 18 de juny de 1951) és un director estatunidenc de cinema i televisió, productor de cinema, i membre de l'Acadèmia de les Arts i les Ciències Cinematogràfiques. Destaca pel seu treball en el gènere del terror, amb pel·lícules com Divendres 13 2, Divendres 13 3, Una casa al·lucinant, Warlock, Halloween H20: 20 Years Later, Mandíbules, i Day of the Dead. També ha dirigit nombroses pel·lícules de comèdia i drama, així com episodis de sèries de televisió notables, com ara The Wonder Years, Dawson's Creek i Smallville.

## Vida i carrera
Miner va néixer a Chicago, Illinois.
Va començar a treballar a la indústria cinematogràfica com a col·laborador recurrent del productor i director Sean S. Cunningham, ocupant diversos papers entre bastidors en pel·lícules com L'última casa de l'esquerra i Divendres 13. El seu debut com a director va ser amb la primera seqüela d’aquesta última, i va dirigir la tercer entrega menys d’un any més tard. El 1983, Miner va adquirir els drets de Toho per desenvolupar una pel·lícula nord-americana Godzilla titulada Godzilla: King of the Monsters in 3D, amb Miner adjunt com a director. Miner va contractar Fred Dekker per escriure el guió i William Stout per als guionistes i l'art conceptual. Miner va generar cert interès a Hollywood, però no va poder aconseguir finançament i va deixar que els drets tornessin a Toho.
Miner va dirigir altres pel·lícules de terror com Warlock, Halloween H20: 20 Years Later i Mandíbules. Miner a passar per primera vegada al gènere de la comèdia amb la seva comèdia de terror de culte de 1985 Una casa al·lucinant, des de llavors ha dirigit altres pel·lícules del gènere com Soul Man i El gran trapella.
Miner és l'únic director que ha creuat i dirigit més d'un dels "Big 3" de terror (Halloween/Michael Myers, Divendres 13/Jason Voorhees i Malson a Elm Street/Freddy Krueger).
Des de llavors, Miner s'ha convertit en un director de televisió notable en programes com Smallville, Psych, Felicity, Dawson's Creek (incloent el pilot i quatre dels altres episodis de la primera temporada), i Diagnosis: Murder. El seu treball a The Wonder Years li va valer una nominació al Primetime Emmy al Millor Sèrie de Comèdia i un Premi DGA a la millor direcció en una sèrie de comèdia.

## Filmografia

### Pel·lícules
Director
- Divendres 13 2 (1981) (També producor)
- Divendres 13 3 (1982)
- Una casa al·lucinant (1985)
- Soul Man (1986)
- Warlock (1989) (també productor)
- Wild Hearts Can't Be Broken (1991)
- Eternament jove (1992)
- El pare, un heroi (1994)
- El gran trapella (1996)
- Halloween H20: 20 Years Later (1998)
- Mandíbules (1999)
- Texas Rangers (2001)
- Day of the Dead (2008)
- Private Valentine: Blonde & Dangerous (2008)

Altres crèdits
| Any  | Títol                         | Role                                           |
| ---- | ----------------------------- | ---------------------------------------------- |
| 1972 | L'última casa de l'esquerra   | Ajudant de producció i editor ajudant          |
| 1973 | Case of the Full Moon Murders | Editor i director de segona unitat             |
| 1975 | Video Vixens                  | editor ajudant                                 |
| 1978 | Here Come the Tigers          | Productor, director de segona unitat, i editor |
| 1978 | Manny's Orphans               | guionista, editor, i productor                 |
| 1980 | Divendres 13                  | Productor associat, director assistent         |
| 1982 | A Stranger Is Watching        | Productor associat                             |
| 1986 | Night of the Creeps           | director de segona unitat                      |

### Televisió
Telefilms
| Any  | Títol             | Director | Productor executiu |
| ---- | ----------------- | -------- | ------------------ |
| 1990 | Maverick Square   | Sí       | Sí                 |
| 1996 | Texas Graces      | Sí       | No                 |
| 2001 | The Third Degree  | Sí       | No                 |
| 2002 | Home of the Brave | Sí       | No                 |
| 2006 | Scarlett          | Sí       | No                 |

Sèries de telelevisió
| Any       | Títol                | Director | productor   | Notes                                               |
| --------- | -------------------- | -------- | ----------- | --------------------------------------------------- |
| 1988      | The Wonder Years     | Sí       | Supervising | 9 episodis                                          |
| 1989      | CBS Summer Playhouse | Sí       | No          | episodi "B-Men"                                     |
| 1990      | Elvis                | Sí       | No          | 6 episodis                                          |
| 1992      | Laurie Hill          | Sí       | No          | episodi "Pilot"                                     |
| 1993      | Against the Grain    | Sí       | No          | episodi "Pilot"                                     |
| 1994      | Chicago Hope         | Sí       | No          | episodi "Shut Down"                                 |
| 1995      | Raising Canes        | Sí       | No          |                                                     |
| 1996      | Diagnosis: Murder    | Sí       | No          | episodi "An Explosive Murder"                       |
| 1997      | Relativity           | Sí       | No          | episodi "The Day the Earth Moved"                   |
| 1997      | The Practice         | Sí       | No          | episodis "Hide and Seek" and "Dog Bite"             |
| 1998      | Dawson's Creek       | Sí       | Sí          | 4 episodis                                          |
| 1999      | Wasteland            | Sí       | No          | episodi "Pilot"                                     |
| 2000      | Felicity             | Sí       | No          | episodi "The Christening"                           |
| 2001      | Kate Brasher         | Sí       | No          | episodi "Georgia"                                   |
| 2002      | Smallville           | Sí       | No          | episodi "Duplicity"                                 |
| 2003      | Miss Match           | Sí       | No          | episodis "Miss Communication" i "Who's Your Daddy?" |
| 2003      | Karen Sisco          | Sí       | No          | episodi "Nostalgia"                                 |
| 2004      | Jake 2.0             | Sí       | No          | episodi "Upgrade"                                   |
| 2004      | Summerland           | Sí       | No          | episodi "Skipping School"                           |
| 2004      | North Shore          | Sí       | No          | episodi "Alexandria"                                |
| 2005      | Wildfire             | Sí       | Co-executiu | episodi "Pilot" i "Trust"                           |
| 2008      | The Ex List          | Sí       | No          | episodi "Art Professor"                             |
| 2008      | Psych                | Sí       | No          | episodi "Talk Derby to Me"                          |
| 2009-2012 | Make It or Break It  | Sí       | No          | 4 episodis                                          |
| 2009      | Eureka               | Sí       | No          | episodi "Insane in the P-Brane"                     |
| 2010      | The Gates            | Sí       | Sí          | episodi "Identity Crisis"                           |
| 2011-2017 | Switched at Birth    | Sí       | No          | 19 episodis                                         |
| 2014-2015 | Chasing Life         | Sí       | No          | 9 episodis                                          |
| 2015-2016 | Stitchers            | Sí       | Executiu    | 4 episodis                                          |